# Falloria forficata
Falloria forficata är en mångfotingart som först beskrevs av Shelley 1986.  Falloria forficata ingår i släktet Falloria och familjen Xystodesmidae. Inga underarter finns listade i Catalogue of Life.